# Калета, Патрик
Па́трик Кале́та (англ. Patrick Kaleta; род. 8 июня 1986, Ангола, Нью-Йорк, США) — американский хоккеист, правый нападающий. Всю профессиональную карьеру провёл в клубе Национальной хоккейной лиги (НХЛ) «Баффало Сейбрз» и его фарм-клубе в Американской хоккейной лиги (АХЛ) «Рочестер Американс».

## Карьера

### Юниорская карьера
Калета вырос в пригороде Буффало Ангола, штат Нью-Йорк, где и играл большую часть детства в хоккейных командах «Гамбург Хокс» и «Вест Сенека Уингз». Далее он играл за высшую хоккейную школу Св. Франциска ГС в Атол-Спрингс. Именно там он был замечен скаутами «Питерборо Питс» из OHL, которые выбрали его во 2-м раунде под общим 31-м номером на драфте OHL 2002 года.
В составе «Питерборо Питс» Калета набрал 147 очков и 460 штрафных минут в течение четырёх сезонов. В плей-офф OHL 2006 года Калета забросил 8 шайб и отдал 10 передач, а «Питерборо» завоевал право бороться за Мемориальный кубок. Калета подписал свой первый профессиональный контракт в июне 2006 года с клубом «Баффало Сейбрз», который выбрал его на драфте НХЛ 2004 года в 6-м раунде под общим 176-м номером.

### «Баффало Сейбрз»
21 февраля 2007 года, на полпути к своему первому сезону в НХЛ, Калета был вызван в «Рочестер Американс», фарм-клуб «Баффало» в АХЛ. В своей первой же игре в НХЛ, 22 февраля 2007 года против «Оттавы Сенаторз», он заработал своё первое очко в НХЛ, отдав голевую передачу на Кларка Макартура. Также Патрик провёл свой первый бой в НХЛ, его противником стал защитник Крис Филлипс. Калета забил свой первый гол в НХЛ 10 февраля 2008 года, в игре против «Флориды Пантерз». Калета сделал свой первый дубль 12 декабря 2009 года в матче «Баффало» с «Нью-Йорк Рейнджерс», который закончился победой «Сейбрз» 3:2.
В начале сезона 2011/12 Калета был дисквалифицирован на 4 игры регулярного сезона за удар головой игрока «Филадельфии Флайерз» Якуба Ворачека. Это был уже третий случай менее чем за 2 сезона, когда Калета был пойман на ударе головой соперника. 1 августа 2012 года Калета подписал с «клинками» новый трёхлетний контракт.

## Стиль игры
Калета заработал репутацию жесткого нападающего и своего рода вредителя. Как правило, он играет в четвёртом звене «Сейбз» вместе с тафгаем команды. В настоящее время его партнер по звену Джон Скотт, раньше ими были Эндрю Питерс и Коди Маккормик. Калета описывает свой стиль так: «Я стараюсь показывать чистую, трезвую игру. Многие люди этого не любят».

## Статистика
| Легенда | Легенда                    | Легенда | Легенда                   | Легенда | Легенда    |
| ------- | -------------------------- | ------- | ------------------------- | ------- | ---------- |
| И       | Количество проведённых игр | Штр     | Штрафное время            | +/−     | Плюс-минус |
| Г       | Голы                       | П       | Голевые передачи          | О       | Очки       |
| -       | Статистика неизвестна      | —       | Статистика не учитывалась |         |            |

## Достижения
Командные
| Год  | Команда        | Достижение                             | Достижение |
| ---- | -------------- | -------------------------------------- | ---------- |
| 2006 | Питерборо Питс | Обладатель Кубка Джей Росса Робертсона |            |